# Balsport
Een balsport is een sport die gespeeld wordt met een of meerdere ballen. Meestal spelen twee teams of twee personen tegen elkaar, waarbij het de bedoeling is meer punten te scoren dan de tegenpartij of tegenspeler. Bij veel, maar niet alle, balsporten worden punten gescoord door de bal volgens de regels van het spel in het doel van de tegenpartij te werken.

## Lijst van balsporten
- Australisch voetbal
- Bandy
- Basketbal
- Biljart
  - Carambole
  - Pool
  - Snooker
- Bossaball
- Bowlen
- Cricket
- Croquet
- Cyclobal
- Floorball
- Flunkybal
- Gaelic football
- Goalball
- Golf
- Grensbal
- Gridiron football
  - Arena football
  - American football
  - Canadian football
  - Flag football
- Handbal
  - Beachhandbal
- Hockey
  - Zaalhockey
- Honkbal
- Horseball
- Hurling
- IJshockey
- Jeu de boules
  - Bocce
  - Boccia
  - Bowls
- Jianzi
- Kaatsen
  - Fries kaatsspel
  - Jeu de paume
  - Jeu de pelote
  - Pelota
- Kanopolo
- Kastie
  - Slagbal
  - Rounders
- Kegelen
- Kiepers
- Klootschieten
- Korfbal
- Krachtbal
- Kronum
- Lacrosse
- Lijnbal
- Netbal
- Padel
- Polo
- Quidditch
  - Dreuzelzwerkbal
- Rollball
- Rugby
  - Rugby League
  - Rugby union
- Sepak takraw
- Shinty
- Slingerbal
- Softbal
- Squash
- Tafeltennis
- Tamboerijnbal
- Tennis
- Torball
- Trefbal
- Veldbal
- Voetbal
  - Zaalvoetbal
  - Strandvoetbal
- Volleybal
  - Strandvolleybal
- Vuistbal
- Waterpolo